# Finale del campionato europeo maschile di calcio 1960
La finale del campionato europeo di calcio 1960 si tenne il 10 luglio 1960 al Parco dei Principi di Parigi tra le nazionali di Unione Sovietica e Jugoslavia e fu vinta dai primi con il punteggio di 2-1.

## Le squadre
| Squadre          | Finali disputate in precedenza (il grassetto indica la vittoria) |
| ---------------- | ---------------------------------------------------------------- |
| Unione Sovietica | Nessuna                                                          |
| Jugoslavia       | Nessuna                                                          |

## Antefatti
L'Unione Sovietica batte 3-1 ed 1-0 l'Ungheria. Ai quarti di finale l'URSS vince a tavolino contro la Spagna per il rifiuto di giocare in terra sovietica. 
La Jugoslavia dopo il 2-0 alla Bulgaria pareggia 1-1 a Sofia. Ai quarti di finale, contro il Portogallo, dopo aver perso 2-1 in trasferta vince 5-1 il ritorno casalingo. 

## Cammino verso la finale
In semifinale l'Unione Sovietica batte la Cecoslovacchia e gli slavi battono 5-4 la Francia padrona di casa.

### Tabella riassuntiva del percorso
Note: In ogni risultato sottostante, il punteggio della finalista è menzionato per primo.
| Unione Sovietica | Unione Sovietica | Unione Sovietica | Unione Sovietica | Turno                       | Jugoslavia | Jugoslavia | Jugoslavia | Jugoslavia |
| ---------------- | ---------------- | ---------------- | ---------------- | --------------------------- | ---------- | ---------- | ---------- | ---------- |
| Avversario       | Risultato        | Risultato        | Risultato        | Fase a eliminazione diretta | Avversario | Risultato  | Risultato  | Risultato  |
| Cecoslovacchia   | 3-0              | 3-0              | 3-0              | Semifinali                  | Francia    | 5-4        | 5-4        | 5-4        |

## Tabellino
| Arbitro: | Arthur Edward Ellis |

|                                |           |           |
| Metreveli 49’ Ponedel'nik 113’ | Marcatori | 43’ Galić |

| Unione Sovietica | Jugoslavia |

|                 |    |                    |  |
|                 |    |                    |  |
| P               | 1  | Lev Jašin          |  |
| D               | 2  | Givi Chokheli      |  |
| D               | 3  | Anatolij Maslënkin |  |
| D               | 4  | Anatolij Krutikov  |  |
| C               | 5  | Jurij Vojnov       |  |
| C               | 6  | Igor' Netto        |  |
| A               | 7  | Slava Met'reveli   |  |
| A               | 8  | Valentin Ivanov    |  |
| A               | 9  | Viktor Ponedel'nik |  |
| A               | 10 | Valentin Bubukin   |  |
| A               | 11 | Michail Meschi     |  |
| Allenatore:     |    |                    |  |
| Gavriil Kačalin |    |                    |  |

|                                                      |    |                     |  |
|                                                      |    |                     |  |
| P                                                    | 1  | Blagoja Vidinić     |  |
| D                                                    | 2  | Vladimir Durković   |  |
| D                                                    | 3  | Fahrudin Jusufi     |  |
| C                                                    | 4  | Ante Žanetić        |  |
| C                                                    | 5  | Jovan Miladinović   |  |
| C                                                    | 6  | Željko Perušić      |  |
| A                                                    | 7  | Željko Matuš        |  |
| A                                                    | 8  | Dražan Jerković     |  |
| A                                                    | 9  | Milan Galić         |  |
| C                                                    | 10 | Dragoslav Šekularac |  |
| C                                                    | 11 | Borivoje Kostić     |  |
| Allenatori:                                          |    |                     |  |
| Aleksandar Tirnanić Ljubomir Lovrić Dragomir Nikolić |    |                     |  |